# Wladimir Kiriakowitsch Triandafillow

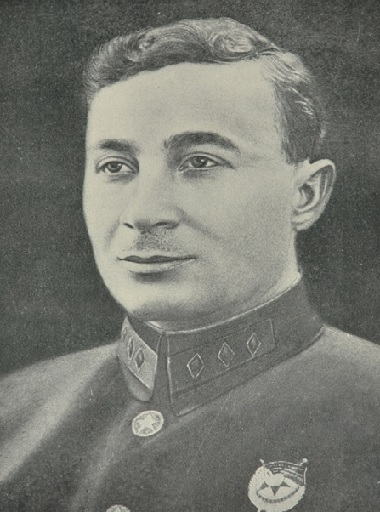
Wladimir Kiriakowitsch Triandafillow

Wladimir Kiriakowitsch Triandafillow (russisch Владимир Кириакович Триандафиллов, wiss. Transliteration Vladimir Kiriakovič Triandafillov; * 14.jul. / 26. März 1894greg. in Magaradschik, Oblast Kars; † 12. Juli 1931 in Moskau) war ein sowjetischer Militärtheoretiker.
In seinen Arbeiten legte er die Grundlage für die „Theorie der tiefen Militäroperationen“ und befasste sich mit der Bedeutung der Vorbereitung und Anfangsphase eines Krieges. Er wurde in der Sowjetunion als „Vater der sowjetischen operativen Kunst“ angesehen. Seine Ideen wurden im August 1939 von Schukow während der sowjetisch-japanischen Grenzkonfliktes am Halchin-Gol angewendet.

## Biographie
Wladimir Triandafillow wurde am 14. März 1894 im Dorf Magaradschik (russ. Магараджик, auch Магараджи/ Magaradschi; türk. Mağaracık) in der Oblast Kars (heute Türkei) geboren. Er entstammte einer Familie von Pontos-Griechen, die vor den türkischen Ausschreitungen gegen diese Bevölkerungsgruppe nach Russland geflohen war. Nach Abschluss des Transkaukasischen Lehrerseminars 1914 wurde er zur Armee einberufen und im Februar 1915 als Soldat an die Südwestfront geschickt. Von der Front wurde er bald an die Fähnrichschule nach Moskau geschickt, die er am 8. November 1915 abschloss. Danach wurde er erneut an die Südwestfront geschickt, wo er an Kämpfen teilnahm. Zu Beginn der Revolution 1917 hatte er den Dienstgrad eines Stabs-Hauptmanns und kommandierte das 6. finnische Schützenregiment.
Nach der Revolution wurde er von den Soldaten zuerst als Regimentskommandeur und im Dezember kurzfristig zum Kommandeur der 7. Armee gewählt. Nach seiner offiziellen sowjetischen Biographie wurde er „für seine revolutionäre Tätigkeit von der Regierung Kerenski und später in der Ukraine von der Regierung Petljura verfolgt“.
Am 1. Juni 1918 trat Triandafillow in die Rote Armee (RKKA – Rote Arbeiter- und Bauernarmee) ein. Am 20. Juni 1919 wurde er zum Bataillonskommandeur ernannt. Im Bürgerkrieg nahm er an den Kämpfen an der Uralfront gegen Dutow teil und an der Südfront sowie der Südwestfront gegen Denikin und Wrangel. Im Kampf gegen die Kosaken im Dongebiet am 31. Mai 1919 wurde er an der Hand verletzt, kämpfte aber dessen ungeachtet weiter.
Im Mai 1919 trat er der RKP(B) bei. Im September 1919 wurde er zur Ausbildung an die Militärakademie der RKKA abkommandiert, die er am 15. April 1923 mit hervorragenden Ergebnissen abschloss. Die Ausbildung war verbunden mit Kämpfen an den Bürgerkriegsfronten, an denen er als Brigadekommandeur in der 27. und 41. Schützendivision teilnahm. Hierbei nahm er an der Kämpfen bei dem Dorf Perekop teil und am „Kampf gegen die Weiße Armee“ 1921 im Wolgagebiet.
Mit Abschluss der Militärakademie wurde Triandafillow von Michail Frunse zur Arbeit in den Stab der RKKA kommandiert. Hier wurde er zum Chef der Operativen Abteilung (= 1. Abteilung) und danach zum Chef der Operativen Führung des Stabes der RKKA ernannt. Seit 1928 war er Stellvertreter des Stabschefs der RKKA. Vom 19. November 1929 bis 15. Oktober 1930 war er Kommandeur und Kriegskommissar des 2. Schützenkorps und danach bis zu seinem Tod erneut Stellvertreter des Stabschefs der RKKA.
Triandafillow starb in Ausübung seines Dienstes am 12. Juli 1931 während eines Flugzeugabsturzes.
Für seine Verdienste während des Bürgerkrieges wurde er mit dem Rotbannerorden ausgezeichnet. Seine Urne wurde an der Kremlmauer in Moskau beigesetzt.

## Der Charakter von Operationen moderner Armeen
Dieses Werk von 1930 reflektiert das sowjetische militärische Denken zum damaligen Zeitpunkt. Darin kommt Triandafillow zum Schluss, dass künftige Kriege Totale Kriege sein werden und vom ganzen Volk gut organisiert und vorbereitet geführt werden. Diese Kriege werden keine Stellungskriege sein, sondern aus einer Reihe sorgfältig vorbereiteter Offensivoperationen von großem Ausmaß bestehen. Der Angriff wird die bevorzugte Kampfform. Aber er hielt auch nichts vom Blitzkrieg. Er nahm an, das ein Krieg eines „Westblockes“ aus Finnland, den Baltischen Staaten, Polens und Rumäniens von den England, Frankreich, Italien und der Tschechoslowakei materiell unterstützt gegen die Sowjetunion anderthalb Jahre dauern würde. Die westlichen Auffassungen waren zur damaligen Zeit in 2 Hauptrichtungen gespalten, die eine Richtung vertrat den „Blitzkrieg“  und die andere den „Abnutzungskrieg“. Michel Garder urteilt das Triandafillow mit dieser mittleren Position zwischen beiden Richtungen in medio stat virtus zum damaligen Zeitpunkt Recht hatte.

## Werke
- Wladimir Kiriakowitsch Triandafillow: Ausmaß der Operationen moderner Armeen Moskau 1926 (russisch: Размах операций современных армий)
- Wladimir Kiriakowitsch Triandafillow: Charakter der Operationen moderner Armeen Moskau-Leningrad 1929 (russisch: Характер операций современных армий)  Der Text des Buches online auf Russisch